# Ruhr
:
Ruhr este un afluent de dreapta al Rinului din landul Renania de Nord. Râul are o lungime de 221 km și un bazin hidrografic de 4 485 km2. Pe o distanță de 124 km, curge prin „regiunea Ruhr” cea mai mare zonă industrială din Europa. Regiunea cunoaște o dezvoltare mai intensă din secolul XVIII, datorită zăcămintelor mari de cărbuni existente. Ruhrul asigură necesarul de  apă al regiunii. Începând din secolul XIX  râul este una dintre cele mai circulate căi fluviale din Europa, fiind navigabil pe o lungime de  12 km.
Regiunea din apropierea apei fiind și un loc de relaxare pentru populația din metropolele bazinului industrial.
Având la Mülheim un debit de 79 m3 este al 5 - lea afluent al Rinului după mărime.

## Afluenți
- Hille
- Neger
- Gierskoppbach
- Elpe
- Valme
- Nierbach
- Henne
- Gebke
- Wenne
- Wanne
- Röhr
- Möhne
- Hönne
- Baarbach
- Elsebach
- Lenne
- Volme
- Elbsche
- Borbach
- Muttenbach
- Ölbach
- Pleßbach
- Sprockhöveler Bach
- Deilbach
- Wolfsbach
- Rutherbach
- Rinderbach